# Aryan Kaganof

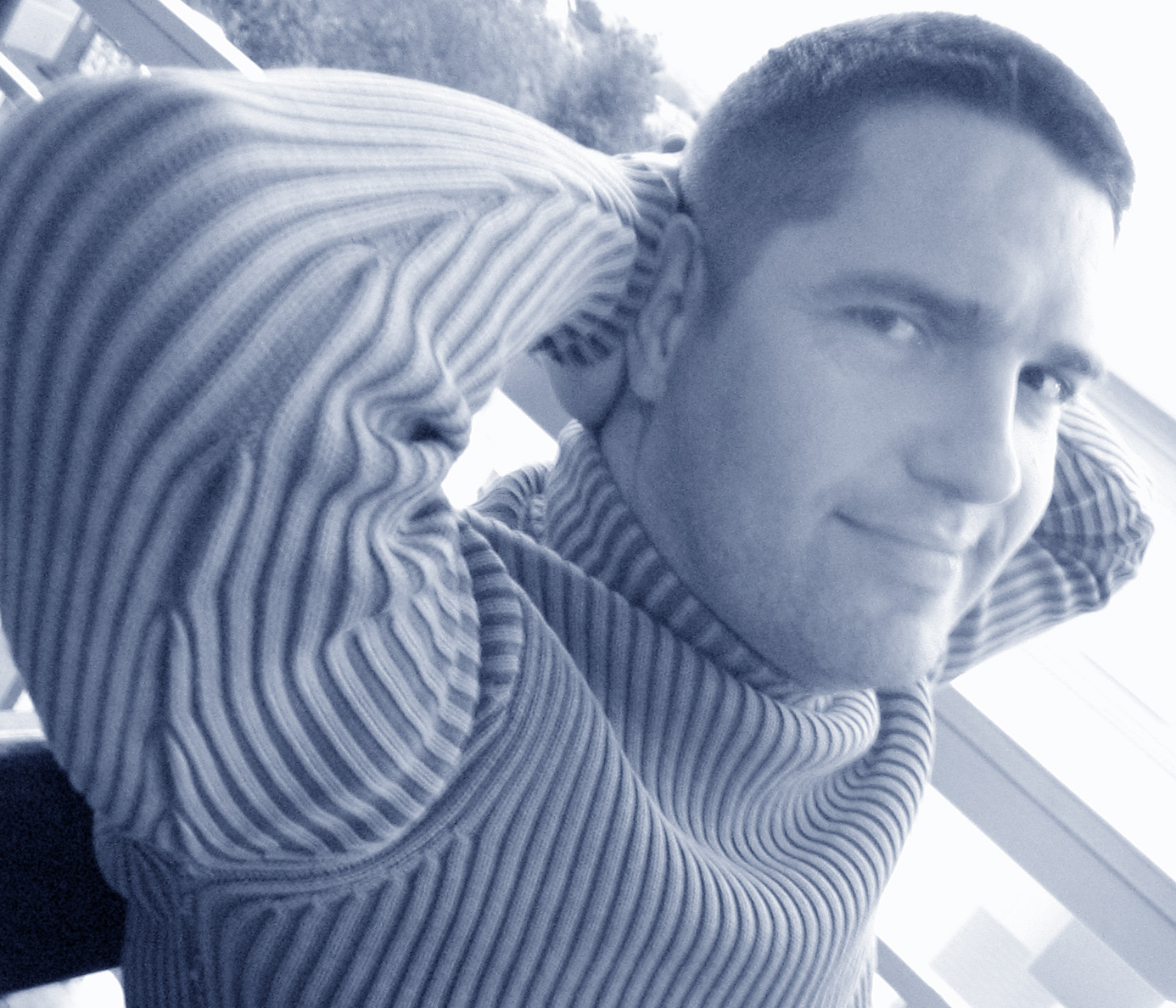
Kaganof, 2009

Aryan Kaganof desde 1999, né Ian Kerkhof (Johannesburgo, 1 de enero de 1964) es un escritor y cineasta sudafricano, también tiene la nacionalidad neerlandesa.

## Biografía
Kerkhof llegó a los Países Bajos cuando tenía diecinueve años para evitar el servicio militar obligatorio en Sudáfrica. Se le concedió el estado de asilo en 1984. Trabajó para Radio 100 en Ámsterdam y asistió a la  Nederlandse Filmacademie. Las películas de Kerkhof se caracterizan por una estructura narrativa inusual con temas como el sexo, la violencia y la muerte.
Cambió su nombre en 1999 por el de su padre judío biológico, a quien conoció dos años antes de que falleciera. También se convirtió al judaísmo.